# Julia Phillips
Julia Phillips (nacida como Julia Miller; 7 de abril de 1944 – 1 de enero de 2002) fue una productora de cine y escritora estadounidense. Junto a su esposo, Michael Phillips, coprodujo tres películas clásicas de la década de 1970 (El golpe, Taxi Driver y Close Encounters of the Third Kind) y fue la primera productora mujer en obtener un premio Óscar a la mejor película, por El golpe. 
En 1991, Phillips publicó un controvertido compilado de memorias de sus años como productora de Hollywood, titulado You'll Never Eat Lunch in This Town Again, que se convertiría en un éxito de superventas.

## Primeros años
Julia Miller nació en la ciudad de Nueva York en 1944, en el seno de una familia judía, hija de Tanya y Adolph Miller. Su padre era un ingeniero químico que trabajaba en el proyecto de la bomba atómica y su madre era una escritora que con el tiempo se volvió adicta a los medicamentos recetados. Creció en Brooklyn, Great Neck Plaza y Milwaukee. En 1965, se graduó del Mount Holyoke College con un título en Ciencia Política, y al año siguiente contrajo matrimonio con Michael Phillips. Luego de graduarse, trabajó como editora de la sección de libros del Ladies' Home Journal y más tarde como editora de libretos para Paramount Pictures. En 1971, después de que su esposo fracasara en su intento de convertirse en agente de bolsa, la pareja se mudó a California para comenzar una nueva carrera en la producción cinematográfica. La primera producción de Michael Phillips fue la película Steelyard Blues, de 1973, protagonizada por Jane Fonda y Donald Sutherland.

## Carrera cinematográfica
En 1972, Phillips, junto a su esposo y al productor Tony Bill, compró los derechos del libreto El golpe por cinco mil dólares. Al año siguiente, El golpe ganaría el premio Óscar a la mejor película, lo que convertiría a Phillips en la primera mujer en obtener este premio como productora (compartido con Bill y Michael, su esposo). En 1977, Taxi Driver, producida por los Phillips, obtuvo una nominación a Mejor película. Su tercera película destacada, Close Encounters of the Third Kind, fue coproducida con Michael Phillips y el productor asociado Clark Paylow. Uno de los protagonistas de la película, François Truffaut, criticó a Phillips de manera pública y la llamó "incompetente"; Phillips negó las acusaciones y señaló que prácticamente se había hecho cargo del bienestar de Truffaut durante la filmación, ya que el actor había sufrido una supuesta pérdida de audición y mareos, lo que había creado un ambiente caótico. Phillips era adicta a las drogas, en especial a la cocaína, como explicó con detalle en sus memorias. Los efectos colaterales de su adicción desembocaron en su despido de Close Encounters of the Third Kind durante la posproducción. Durante los años siguientes y antes de la publicación de su primer compilado de memorias, Phillips continuó utilizando drogas, gastando dinero sin control y embarcándose en relaciones amorosas problemáticas. 
Los primeros trabajos de Phillips como productora junto con su esposo continúan siendo aclamados dentro de la industria. Veinticinco años después de haber obtenido el Óscar, El golpe ingresó al Salón de la Fama del Sindicato de Productores de los Estados Unidos, lo que le valió a cada uno de sus productores un premio Golden Laurel. En junio de 2007, Taxi Driver fue catalogada como la quincuagésima segunda mejor película estadounidense de todos los tiempos en el ranking del Instituto de Cine Estadounidense. En diciembre del mismo año, la Biblioteca del Congreso de los Estados Unidos declaró a Close Encounters "significativa cultural, histórica o estéticamente" y la seleccionó para su preservación en el Registro Nacional del Cine.

## Carrera como escritora
En 1991, Phillips publicó You'll Never Eat Lunch in This Town Again, un compilado de memorias sobre sus experiencias en Hollywood. El libro encabezó la lista de superventas del New York Times, pero sus revelaciones sobre las estrellas de cine de primera línea, la cultura de la droga de Hollywood y los cástines sábana enfurecieron a muchos de sus antiguos colegas. Su siguiente libro, Driving Under the Affluence, fue lanzado a la venta en 1995. Se trató en su mayoría de un recuento de cómo había cambiado su vida el éxito del primer libro. En el año 2000, ayudó a Matt Drudge a escribir su Drudge Manifesto.

## Fallecimiento
Phillips falleció en West Hollywood, California, a los 57 años de edad, tras perder una batalla contra el cáncer, el día de Año Nuevo de 2002. Sus restos están sepultados en el Cementerio Hillside Memorial Park, en Culver City, California. Le sobrevive su hija, Kate Phillips-Wiczyk, esposa de Modi Wiczyk, cofundador del estudio de cine y televisión independiente Media Rights Capital.

## Filmografía
- Steelyard Blues (1973)
- El golpe  (1973)
- Taxi Driver   (1976)
- The Big Bus (1976, coproductora ejecutiva)
- Close Encounters of the Third Kind (1977)
- The Beat (1988)
- Don't Tell Mom the Babysitter's Dead (1991)

## Premios y nominaciones
Premios Óscar
| Año  | Categoría      | Trabajo nominado | Resultado |
| ---- | -------------- | ---------------- | --------- |
| 1974 | Mejor película | El golpe         | Ganadora  |
| 1977 | Mejor película | Taxi Driver      | Nominada  |